# Helina loekenae
Helina loekenae este o specie de muște din genul Helina, familia Muscidae, descrisă de Lavciev în anul 1983.
Este endemică în Norway. Conform Catalogue of Life specia Helina loekenae nu are subspecii cunoscute.